# Anja Antonowicz
 (novembre 2024).
Pour les articles homonymes, voir Antonowicz.
Anja Antonowicz est une actrice polonaise née le 22 décembre 1981.
Après avoir fréquenté les cours du centre d'art dramatique de Łódź, elle joue sur les planches et à la télévision. D'après les séries polonaises Na dobre i na zle et Pensjonat Pod Róza elle est bien connue en Allemagne depuis 2005 par son rôle de Nastya Pashenko dans le feuilleton Lindenstraße.
Elle joue dans d'autres films en Allemagne (notamment dans Bella Block - Die Frau des Teppichlegers, pour lequel elle est sélectionnée pour le Deutscher Fernsehpreis dans la catégorie Meilleure Actrice). Elle travaille également avec Peter Greenaway pour Nightwatching.

## Filmographie
- 2008 : Le Ronde de nuit (Nightwatching) de Peter Greenaway
- 2011 : Le Souvenir de toi (Die verlorene zeit) d'Anna Justice
- 2013 : De l'autre côté du mur (Westen) de Christian Schwochow